# Marc Dutroux
Marc Dutroux (Ixelles, Bélgica, 6 de novembro de 1956) é um ladrão, traficante, pedófilo, estuprador e assassino em série da Bélgica. Parte dos crimes cometidos por ele tiveram a ajuda de sua então esposa, Michelle Martin, e de um amigo, Michel Lelièvre.  Muitos belgas acreditam que Dutroux fazia parte de uma rede de pedófilos, a qual incluía membros do alto escalão do governo belga, governos internacionais e que as várias pessoas, supostamente envolvidas, nunca foram processadas.
Ele cumpre pena de prisão perpétua desde 2004 por rapto, sequestro e violação e por crimes cometidos entre junho de 1995 e agosto de 1996. Sua condenação se dá pelos atos cometidos contra seis meninas adolescentes, entre os 8 e os 19 anos, e pelo homicídio de quatro delas, apesar do número total de suas vítimas ser desconhecido.
O Caso Dutroux, como ficou conhecido, repercutiu em toda imprensa belga e também na imprensa internacional. Na Bélgica, as pessoas ficaram tão chocadas que mais de 30% dos belgas com o mesmo sobrenome do criminoso pediram para trocá-lo. O jornal português Correio da Manhã escreveu em 2013 que "o caso Dutroux é considerado o episódio mais sombrio da justiça belga", enquanto seu concorrente, o Público, o chamou de "o inimigo público número um da Bélgica. Já a BBC, também em 2013, escreveu que ele era o "pedófilo mais conhecido do país".

## Biografia
Segundo a Enciclopédia Britânica, Dutroux tinha um longo histórico de delinquência juvenil. Após ficar desempregado como eletricista, ele passou a roubar carros e a ganhar dinheiro com cafetões, o qual usava para comprar várias propriedades. "Era um criminoso mesquinho e a gravidade de seus crimes aumentava à medida que envelhecia", escreveu a Britânica.
Era casado, em segundas núpcias, com Michelle Martin, com quem teve três filhos.
Tem também dois filhos de um casamento anterior. Ele é algumas vezes chamado pela imprensa de o Monstro de Marcinelle.

## Os crimes

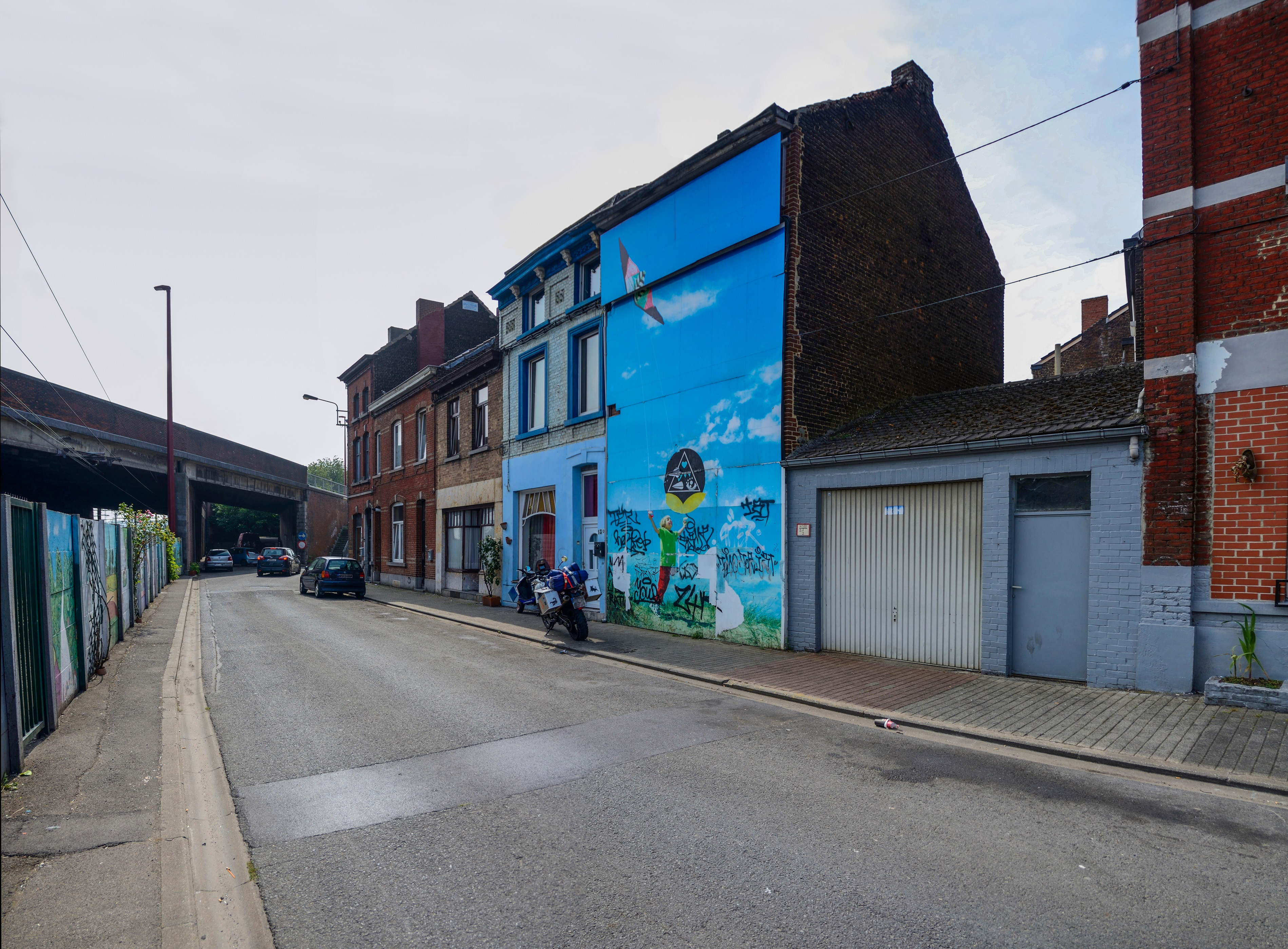
Em azul, a casa de Dutroux na Avenue Philippeville, 128, em Marcinelle

Marc e Michelle raptaram as primeiras vítimas nos anos 80, tendo sido presos em 1986, por sequestro e estupro. Após conseguirem liberdade condicional, voltaram a cometer os mesmos crimes entre 1992 e 1996, tendo também a ajuda de dois conhecidos, Michel Lelièvre e Bernard Weinstein, ambos traficantes e usuários de drogas.
Em 1995 a mãe de Dutroux falou para a polícia que ele mantinha meninas cativas numa de suas casas, no entanto os policiais ignoraram a pista, o que posteriormente causou críticas devido a ineficiência da polícia belga. Meses depois da denúncia, em agosto de 1996, após o sumiço de Laetitia Delhez, o criminoso acabou identificado por ter sido visto perto da casa da jovem. Ao menos uma pessoa forneceu, inclusive, parte dos números da placa do carro de Dutroux.
Os policiais então revistaram suas propriedades e numa delas encontraram a adolescente presa numa cela com Sabina Dardenne. Dias depois, os corpos de duas outras meninas, Mellissa e Julie, ambas de 8 anos, foram encontrados enterrados em outra casa, em Marcinelle, uma localidade da cidade de Charleroi. Elas haviam desaparecido em junho de 1995.
Os corpos de An Marchal, de 17 anos, e Efeje Lambrecks, de 19, foram encontrados nas semanas seguintes, enterrados no quintal da casa de Weinstein, na localidade de Jumet, em Charleroi. Elas haviam desaparecido em agosto de 1995.
Após serem presos, Michelle admitiu que havia trancado Melissa e Julie num porão e as deixado morrer de fome, enquanto Dutroux cumpria pena por roubo de carros em 1995. Já Dutroux disse que o responsável pela morte das meninas era Weinstein, que não só havia sequestrado ambas, como ficou responsável de cuidá-las enquanto ele estivesse preso. Dutroux confessou que depois de ser solto drogou Weinstein e o enterrou vivo, junto com os corpos das meninas, tendo depois concretado a cova. Sua esposa, no entanto, negou a versão, dizendo que Dutroux matou Weinstein quando este descobriu que Marc havia lhe roubado cerca de 13.500 dólares.

### Modus operandi
Após serem sequestradas, as vítimas eram constantemente estupradas e ficavam presas. Segundo O Observador, "Dardenne contou em julgamento que o raptor usava outro nome e, embora as submeter a abusos sexuais, insistia que estava a protegê-las de pessoas 'malvadas' e que raptou Laetetia para lhe 'fazer companhia'." Laetitia disse durante o depoimento que o acusado ria de sua dor enquanto a estuprava.  Apesar de relatos que as jovens haviam sido vítimas de uma rede de pedofilia, mas Laetitia e Sabina, em seus depoimentos, falaram que haviam tido contato apenas com Dutroux.

### Perfil das vítimas
Todas as vítimas eram do sexo feminino e tinham entre 8 e 19 anos de idade.

### Vítimas

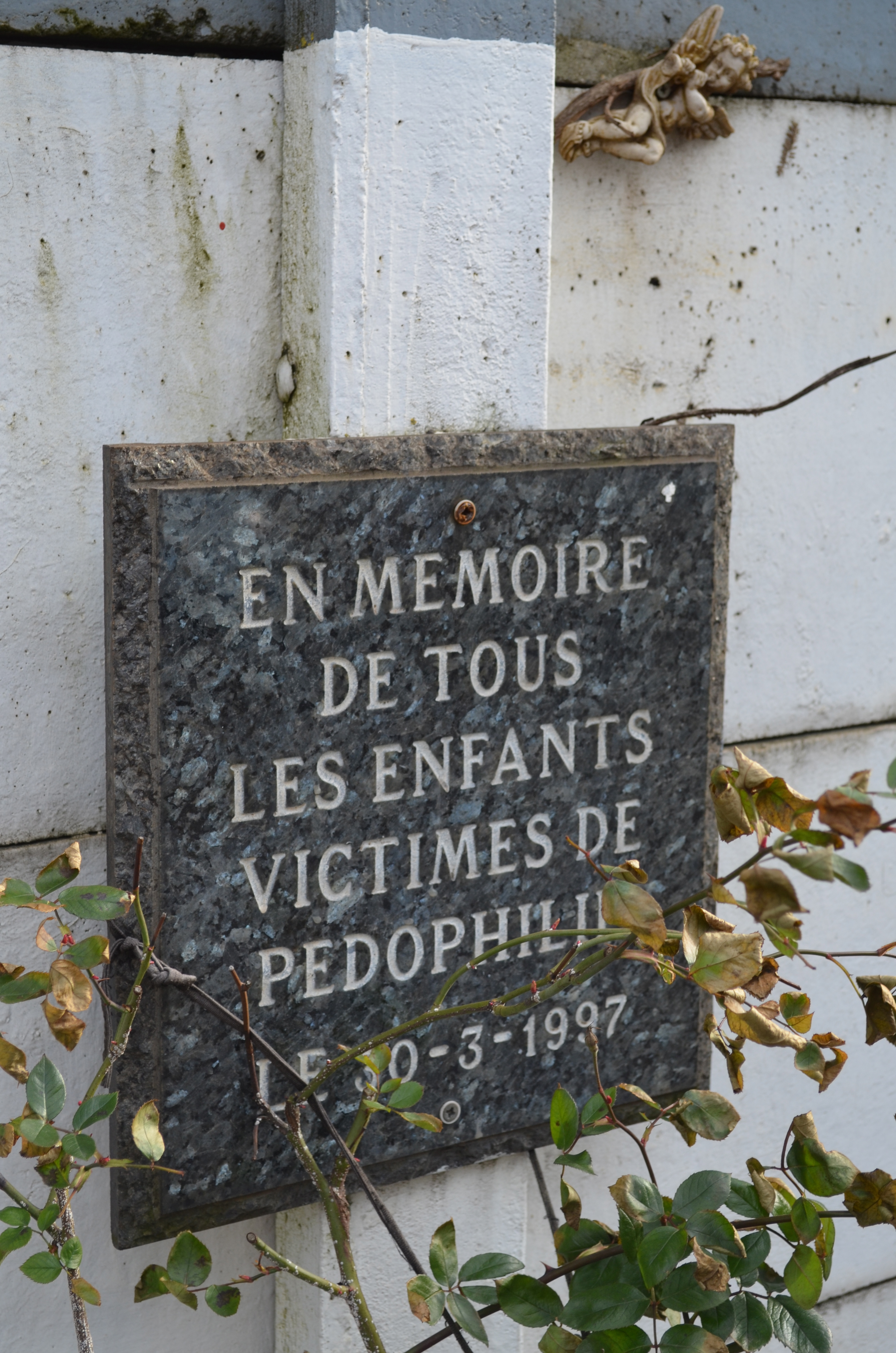
Placa em homenagem às vítimas em frente à casa de Dutroux em Marcinelle

Julie Lejeune, 8 anos, sequestrada em 1995 e encontrada morta em 1996.
Melissa Russo, 8 anos, sequestrada em 1995 e encontrada morta em 1996.
An Marchal, 17 anos, sequestrada em 1995 e encontrada morta em 1996.
Efeje Lambrecks, 19 anos, sequestrada em 1995 e encontrada morta em 1996.
Sabina Dardenne, 12 anos, encontrada presa numa cela em 1996. Havia sido sequestrada enquanto ia de bicicleta para o colégio e ficou 80 dias presa.
Laetitia Delhez, 14 anos, encontrada presa numa cela em 1996. Ficou presa por 6 dias até ser resgatada. Foi a última vítima de Dutroux.

### Tráfico internacional
Dutroux alegou que ele era um "cachorro baixo em uma rede de pedófilos poderosa". Ele afirmou ainda que Michel Nihoul foi o organizador de seus sequestros. Ele disse que torturou e abusou de todas as meninas, mas negou ter matado qualquer uma delas. Dutroux negou ainda o sequestro, estupro e assassinato de Julie Lejeune e Mélissa Russo, mas ele admitiu tê-las encarcerado em uma de suas casas. No caso de Lejeune e Russo, Dutroux também afirmou que "as protegeu de um circulo de trafico sexual infantil". Ele também admitiu ter sequestrado e estuprado Laetitia Delhez, mas não os entregou a Nihoul "para poupá-los do destino das garotas como An e Eefje".

## Investigações: o arquivo X
O arquivo X são os relatos de vítimas. Eles foram criados depois que o juiz Jean-Marc Connerotte fez um apelo público para que as vítimas se apresentassem. No total, pelo menos dez vítimas entraram em contato com a polícia. Todas as testemunhas receberam o codinome "número X". Foi revelado que o nome de uma das testemunhas, X1, era Régina Louf. O nome completo de Louf vazou para a imprensa em uma campanha para fazê-la ser vista como uma fantasista e mentirosa.
Regina Louf afirmou que outros menores estiveram presentes nas festas de sexo e que essas eram filmadas secretamente para fins de chantagem. Ela disse: "Foi altamente organizado. Grande negócio. Chantagem. Havia muito dinheiro envolvido". Durante seu depoimento, ela descreveu alguns clientes regulares, incluindo juízes, um político proeminente e um banqueiro.Ela deu à polícia nomes, endereços e descrição detalhada de dois assassinatos, que correspondiam a casos não resolvidos dos dois assassinatos de adolescentes. Louf disse que as festas não incluíam apenas sexo, mas também sadismo, tortura e assassinato. Ela afirmou que um dos organizadores das festas era um homem que ela conhecia como Mich (Jean Michel Nihoul). Louf o descreveu como um homem cruel, que sadicamente torturava meninas. Louf disse que Dutroux era na época um jovem que trazia drogas para as festas para as meninas se anestesiarem e cuidava delas de outras maneiras. Como recompensa, ele também tinha permissão para usá-los para seu prazer. Os crimes que Louf descreveu aconteceram cerca de dez anos antes da prisão de Dutroux.
Uma das outras testemunhas X, cujo nome verdadeiro não foi revelado, mas que depois trabalhou para a polícia, disse que testemunhou e experimentou abusos semelhantes. As testemunhas também relataram casos em que crianças eram perseguidas pela floresta por Dobermans.
A testemunha X3 testemunhou que uma das pessoas presentes nas reuniões que envolveram orgias sexuais com menores, tortura e assassinato foi Willy Claes, secretário-geral da OTAN. Claes renunciou depois de ser considerado culpado de corrupção em um processo de licitação para compra de  helicópteros Agusta de um produtor italiano de helicópteros militares. O depoimento de X2 implicou Etienne Davignon, Maurice Lippens, Paul Vanden Boeynants, Benoît de Bonvoisin e o Príncipe Alexandre de Saxe-Coburg-Gotha como tendo estado presentes em orgias envolvendo menores de idade.

## Críticas ao trabalho da polícia
Segundo a BBC, houve "falhas na investigação policial". A polícia também foi acusada de acobertar o criminoso, pois autoridades teriam se beneficiado de um esquema de prostituição chefiado por Marc Dutroux. De acordo com a BBC em 2013: "A polícia chegou a fazer duas visitas à casa onde Dutroux escondia suas reféns, mas não conseguiu encontrá-las.(...) Foi apenas em uma terceira inspeção que os policiais descobriram as duas últimas reféns, de 12 e 14 anos, ainda vivas, no porão de sua residência. Apesar de Dutroux ter sido detido em 1995, o caso só foi apreciado pelos tribunais em 2004. O criminoso conseguiu, inclusive, fugir durante uma audiência em 1998. Na época, sua fuga resultou na renúncia do então chefe de polícia, ministro da Justiça e ministro do Interior da Bélgica".

### Remoção do juiz Jean-Marc Connerotte
Antes de sua destituição, o juiz Jean-Marc Connerotte estava prestes a revelar publicamente os nomes de altos funcionários do governo que haviam sido reconhecidos em fitas de vídeo. Connerotte havia dito que o empresário Michel Nihoul era o cérebro por trás da operação de sequestro de crianças. Os investigadores também acreditaram que Dutroux e Nihoul estavam planejando criar uma rede de tráfico de prostituição de longa distância envolvendo carros e a importação de meninas da Eslováquia. A polícia anunciou em 1996 que Dutroux fazia parte de uma rede de prostituição infantil, que também pode ter sido responsável por vários outros desaparecimentos ainda não resolvidos.  Suas atividades criminosas também envolviam roubo de carros. 
A procuradora-geral Anne Thilly decidiu que o furto e o contrabando do carro fossem investigados por diferentes autoridades policiais em diferentes partes do país. Desta forma, era quase impossível investigar a ligação entre o roubo de carro, sequestro e tráfico de pessoas. De acordo com a blogueira Elizabeth Vos, escrevendo no Consortium News, Dutroux também disse que Nihoul havia proposto traficar meninas de países orientais.
Michel Lelièvre, cúmplice de Marc Dutroux, disse que as duas meninas, Lejeune e Russo, foram sequestradas por ordem de um terceiro. No entanto, enquanto estava preso, Lelièvre parou de cooperar com as autoridades. Ele disse à polícia que havia sido ameaçado e não podia se arriscar a dizer mais nada.
O pai da vitima Mélissa Russo, Gino Russo, disse durante a Marcha Branca que a destituição do juiz Connerotte foi como "cuspir no túmulo de Julie e Melissa". Russo posteriormente afirmou que depois que Connerotte foi removido, não houve progresso na investigação.

#### Riqueza e ativos de Dutroux

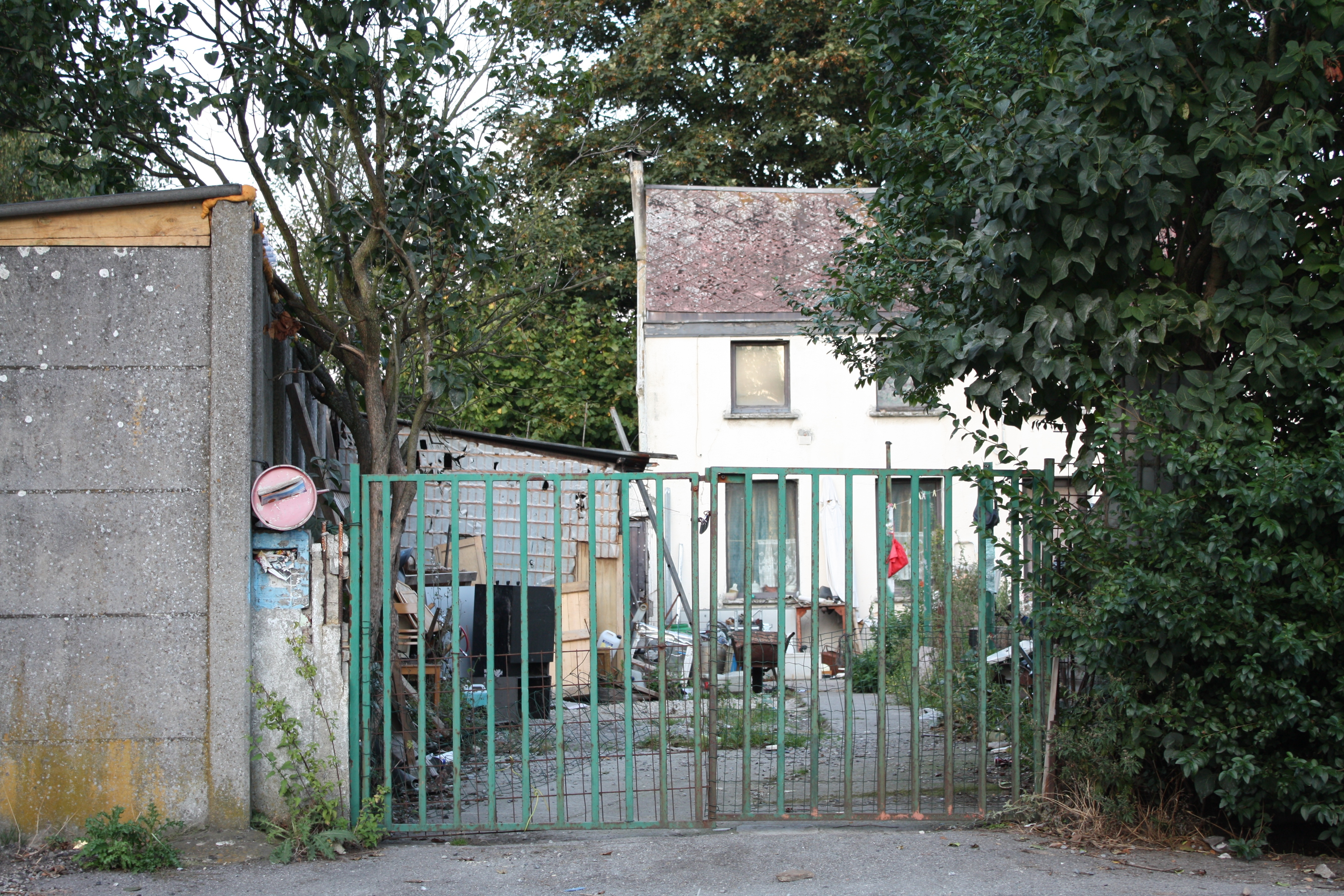
Uma casa de Dutroux, atualmente desabitada, em Marchienne-au-Pont

Dutroux era dono de dez casas que valiam 6 milhões de francos belgas. Embora tivesse toda essa riqueza em propriedades, ele também recebeu assistência pública de US $ 1.200 por mês. Não está claro como Dutroux conseguiu adquirir as dez propriedades. Documentos divulgados pelo WikiLeaks décadas depois mostram que grandes somas de dinheiro em diferentes moedas chegaram à conta bancária de sua esposa Michelle, vinculadas no tempo aos desaparecimentos das meninas sequestradas. De acordo com Elizabeth Vos, o dinheiro também foi transferido em moedas estrangeiras do Marrocos e da Arábia Saudita. Tanto as transferências quanto o valor das seis propriedades que Dutroux possuía sugeriram aos investigadores que ele foi financiado por uma rede maior de pedófilos e prostituição.
Outros meios de comunicação sugeriram que ele era capaz de adquirir sua riqueza por meio de atividades criminosas, como tráfico de drogas e fraude em seguros. Fontes adicionais disseram que ele ganhou muito dinheiro com roubo de carros e proxenetismo.

#### Falha ao testar o DNA
Havia incontáveis fios de cabelo encontrados na masmorra onde as duas garotas estavam presas. O juiz Langlois se recusou a testá-los para evidências de DNA, embora o principal investigador da polícia, Michel Bourlet, tenha implorado para que ele os analisasse para saber se mais pessoas além de Dutroux estavam envolvidas. A promotora geral do caso, Anne Thily, disse que não acreditava que houvesse mais ninguém envolvido e, portanto, não era necessário analisar as amostras. 
Frenkiel continuou a questionar Thily e perguntou-lhe como ela gostaria de provar que Dutroux estuprou as meninas, já que ele estava negando e não havia evidências de DNA. Thily então respondeu que havia testes de DNA, mas que os resultados foram inconclusivos porque os corpos estavam muito decompostos no momento em que as amostras foram coletadas. O advogado de Dutroux, Xavier Magnee, disse durante o processo de julgamento "falo não apenas como advogado, mas também como cidadão e pai. Ele não era o único demônio. Das 6.000 amostras de cabelo que foram encontradas no porão onde algumas das vítimas ficaram presas, 25 perfis de DNA "desconhecidos" foram descobertos. Havia pessoas naquela adega que agora não são acusadas".

#### Evidencias de culto
Magnee também afirmou que os promotores não seguiram as evidências que apontavam para um culto chamado "Abrasax", que alegadamente realizava sacrifícios humanos. Em uma casa de madeira de Bernard Weinstein, foi encontrada uma carta da seita ocultista "Abrasax", na qual um presente para Dominique Kindermans, a suma sacerdotisa, consistia de 17 meninas com idades entre 2 e 20 para sexo anal, oral e vaginal. Foi assinado pelo padre "Anubis". Este padre foi posteriormente identificado como Francis De Smedt. Investigações posteriores mostraram que quatro policiais em Charleroi também eram membros da seita; um era até o tesoureiro. A sede do Institut Abrasax na Rue Emile Vandervelde, 223, Forchies La Marche foi invadida em 1996 por 150 oficiais. O vídeo da operação mostrou a polícia levando sacos de papéis, videocassetes e uma geladeira. Eles também levaram instrumentos rituais de magia negra e crânios humanos.

#### Laços estreitos do juiz Jean-Claude Van Espen com o suspeito Michel Nihoul
O juiz Jean-Claude Van Espen, que presidia o caso, tinha uma relação estreita com Michel Nihoul. Enquanto era advogado, Van Espen representou a esposa de Nihoul. Além disto, a irmã de Van Espen era madrinha do filho de Nihoul. No entanto, embora seu amigo íntimo Michel Nihoul estivesse envolvido no caso, Van Espen nunca renunciou. Ele também não foi removido do caso, embora o juiz Connerotte tenha sido removido simplesmente por participar de um jantar para arrecadação de fundos. 
Van Espen apenas renunciou em 1998, quando Nihoul foi acusado de estar envolvido nos assassinatos e as ligações estreitas entre ambos foram reveladas ao público.

#### Tentativas de bloqueio de acesso ao Dutroux do WikiLeaks na Bélgica
Em 2009, o WikiLeaks publicou o Dutroux Dossier. As autoridades belgas tentaram retirar o dossiê. O procurador-geral de Liege, Cedric Visart de Bocarme, disse: "há algumas informações verdadeiras, outras falsas, algumas muito díspares, envolvendo algumas pessoas que não fizeram nada de errado, que simplesmente foram mencionadas em uma investigação e, portanto, são expostas ao desprezo público, ao passo que todo esse material deveria ter permanecido confidencial.

#### Mortes de testemunhas
Mais de 20 testemunhas foram mortas em circunstancias misteriosas.

#### Descrédito das testemunhas
Além do esforço organizado de vazar publicamente o nome de uma das vitimas e testemunhas, Regina Loufe, houve esforços substanciais por parte dos magistrados e oficiais superiores da polícia para demolir ou ignorar depoimento das outras testemunhas X.

## Protesto público
Em 20 de outubro de 1996, mais de 300.000 belgas marcharam pelas ruas de Bruxelas depois que o juiz Jean-Marc Connerotte foi retirado do caso. Ele foi removido por participar de um jantar de arrecadação de fundos para as famílias das vítimas, que o sistema judicial alegou ter prejudicado sua imparcialidade. Os manifestantes exigiram investigação e reforma do sistema policial e judiciário e o protesto foi chamado de "Marcha Branca". Connerotte era amado pelo público porque as duas únicas vítimas sobreviventes foram resgatadas por sua iniciativa, o que o tornou um herói nacional. Os manifestantes usavam cartazes que diziam "Pare de encobrir".
O protesto contra a perspectiva de uma libertação condicional de Dutroux, a "Marcha Negra" foi organizada no 23º aniversário do protesto histórico da "Marcha Branca". Os apelos para participar na marcha foram feitos após a divulgação de que um tribunal havia aprovado o pedido de libertação condicional de Michel Lelièvre, que era cúmplice de Dutroux e havia recebido pena de 25 anos.

## Prisão e pena
Marc Dutroux e Michelle foram presos pela primeira vez em 4 de fevereiro de 1986 por sequestro e estupro de menores de 16 anos. Eles foram condenados em abril de 1989 a 13,5 e 5 anos de prisão respectivamente. Michelle recebeu a condicional em 1991 e Marc em 1992.
Marc voltou a ser preso em 1995 por roubo de carros e depois, em 1996, por sequestro, estupro e assassinato, após a polícia encontrar seis vítimas. Ele foi condenado em 2004 à prisão perpétua por sequestro, tortura, homicídio e estupro de menores, associação criminosa e tráfico de drogas. Cumpre pena em Nivelles, a sul de Bruxelas.
"Após a nova detenção, em 96, cerca de 300 mil pessoas saíram às ruas para prestar homenagem às vítimas, naquela que foi uma das maiores manifestação da história da Bélgica", escreveu a Euronews.
Michele, a então mulher de Dutroux, foi condenada a 30 anos de prisão por cumplicidade no sequestro de vítimas e morte de duas meninas.
Michel Lelièvre, que admitiu participação no sequestro de Laetitia, Sabine, An Marchal e Eefje Lambrecks, foi condenado a 25 anos de prisão.

## Atualizações
- Em 2011 Michele conseguiu a liberdade condicional. Ela então já estava divorciada de Dutroux.[11]
- Em 2013 Dutroux pediu à Justiça para cumprir o restante da pena em casa, mas teve o pedido negado. A mãe do criminoso, à época, pediu que as autoridades o mantivessem na prisão, pois ela acreditava que ele voltaria a cometer os mesmos crimes.[33][34]
- Em 2016 um ex-advogado de Dutroux revelou que o criminoso tinha confessado que pretendia “raptar crianças em massa e depois criar, numa mina abandonada, uma espécie de cidade subterrânea onde o bem, a harmonia e a segurança prevalecessem”.[10]
- Em 2018 Dutroux escreveu cartas aos pais de suas vítimas pedindo perdão. Na época os familiares levantaram a possibilidade de que as cartas fossem uma estratégia para que ele conseguisse a liberdade condicional. "Gino Russo, pai de Melissa, uma das duas meninas de oito anos presas numa cave até morrerem de fome, disse que nunca lhe perdoará", escreveu o Diário de Notícias em agosto de 2018.[35]
- No final de 2019 a Justiça belga aceitou um pedido do advogado de Dutroux para que este passasse por um novo exame psiquiátrico. Dutroux tinha então 62 anos e cumpria pena há 23. O advogado justificou "que os especialistas esclareçam sobre a sua personalidade, sobre o facto de ainda poder ser perigoso uma vez que uma possível saída em liberdade condicional está dependente dessa avaliação, de já não considerado um perigo". O pedido de soltura causou novos protestos em Bruxelas e aguarda julgamento (em maio de 2020).[31][36]
- Em 2019 também, Lelièvre conseguiu a liberdade condicional após cumprir 23 dos 25 anos de sentença. No entanto, sua soltura causou protestos e ele sofreu ataques, inclusive sendo vítima de violência física.[37]
- Há um projeto para que a casa de Dutroux em Marcinelle seja demolida em 2021.[38]

## Sumário
- Este artigo foi inicialmente traduzido, total ou parcialmente, do artigo da Wikipédia em inglês cujo título é «Marc Dutroux».Referências

1. 1 2 3  «Bélgica: Liberdade antecipada para ex-mulher de pedófilo». www.cmjornal.pt. Consultado em 23 de maio de 2020
2. ↑  «Marc Dutroux | Murderpedia, the encyclopedia of murderers». murderpedia.org. Consultado em 24 de maio de 2020
3. 1 2 3  «Belgium accused of cover-up in Dutroux inquiry - Telegraph». archive.is. 30 de agosto de 2017. Consultado em 12 de junho de 2021
4. 1 2 3  «Pedófilo belga pede para cumprir perpétua em casa». www.cmjornal.pt. Consultado em 23 de maio de 2020
5. 1 2 3  «Vítimas do belga Dutroux ficam frente a frente com o pedófilo - 20/04/2004 - UOL Últimas Notícias». noticias.uol.com.br. Consultado em 24 de maio de 2020
6. 1 2 3 4  «Marc Dutroux | Belgian serial killer». Encyclopædia Britannica (em inglês). Consultado em 23 de maio de 2020
7. 1 2  «Justiça belga decide manter pedófilo Dutroux na prisão - BBC Brasil - Notícias». www.bbc.co.uk. Consultado em 24 de maio de 2020
8. ↑  Cunha, Isabel Arriaga e (21 de maio de 2004). «Doze semanas de julgamento de Marc Dutroux deixaram tudo na mesma». PÚBLICO. Consultado em 24 de maio de 2020
9. ↑  «Bélgica: Ex-mulher de Marc Dutroux em liberdade condicional num convento». www.cmjornal.pt. Consultado em 23 de maio de 2020
10. 1 2 3 4  Observador. «O pedófilo Marc Dutroux queria criar uma "cidade subterrânea" para manter as suas vítimas». Observador. Consultado em 24 de maio de 2020
11. 1 2 3 4  «Les grandes dates du dossier». RTBF Info (em francês). 5 de agosto de 2011. Consultado em 24 de maio de 2020
12. ↑  «Paris recusa cúmplice». www.cmjornal.pt. Consultado em 23 de maio de 2020
13. ↑  «Bernard Weinstein». Wikipedia (em neerlandês). 12 de maio de 2020
14. ↑  «Vítima de Dutroux presta contas com seu torturador em um livro - 27/10/2004 - UOL Últimas Notícias». noticias.uol.com.br. Consultado em 24 de maio de 2020
15. 1 2  «Dutroux boasts of dungeon of death». the Guardian (em inglês). 4 de março de 2004. Consultado em 12 de junho de 2021
16. ↑  «Why didn't you kill me, child rape victim asks Dutroux». www.telegraph.co.uk. Consultado em 12 de junho de 2021
17. ↑  «Jean Michel Nihoul». INFRAKSHUN (em inglês). Consultado em 12 de junho de 2021
18. ↑  James, Barry; Tribune, International Herald (16 de dezembro de 1999). «Belgium Pedophilia Scandal /Did Authorities Cover Up Its Scope?: Book Revives Fear of Grand Conspiracy». The New York Times (em inglês). ISSN 0362-4331. Consultado em 12 de junho de 2021
19. ↑  «Belgium Pedophilia Scandal /Did Authorities Cover Up Its Scope?: Book…». archive.is. 14 de abril de 2017. Consultado em 12 de junho de 2021
20. ↑  «Belgium's silent heart of darkness | World news | The Guardian». archive.is. 31 de agosto de 2017. Consultado em 12 de junho de 2021
21. ↑  «275,000 in Belgium Protest Handling of Child Sex Scandal - The New Yo…». archive.is. 12 de abril de 2017. Consultado em 12 de junho de 2021
22. 1 2  «BBC NEWS | Programmes | Correspondent Europe | Dutroux and the network». archive.is. 14 de setembro de 2013. Consultado em 12 de junho de 2021
23. 1 2  «The Revelations of WikiLeaks: No. 4---The Haunting Case of a Belgian Child Killer and How WikiLeaks Helped Crack It». Consortiumnews (em inglês). 11 de julho de 2019. Consultado em 12 de junho de 2021
24. 1 2  «Belgium Pedophilia Scandal /Did Authorities Cover Up Its Scope?: Book…». archive.is. 14 de abril de 2017. Consultado em 12 de junho de 2021
25. ↑  «Marc Dutroux | Belgian serial killer». Encyclopædia Britannica (em inglês). Consultado em 12 de junho de 2021
26. 1 2  «Belgium's silent heart of darkness | World news | The Guardian». archive.is. 31 de agosto de 2017. Consultado em 12 de junho de 2021
27. ↑  «Dutroux says he abducted girls with police help | The Independent». archive.is. 12 de abril de 2017. Consultado em 12 de junho de 2021
28. 1 2  Lovell, Jeremy. «Police raid centre of satanic sect». The Irish Times (em inglês). Consultado em 12 de junho de 2021
29. ↑  «WikiLeaks slammed over publishing dossier including Belgian pedophile…». archive.is. 27 de fevereiro de 2017. Consultado em 12 de junho de 2021
30. ↑  Frenkiel, Olenka (5 de maio de 2002). «Belgium's silent heart of darkness». the Guardian (em inglês). Consultado em 12 de junho de 2021
31. 1 2  «Pedófilo belga Marc Dutroux sujeito a nova avaliação psiquiátrica». Euronews. 28 de outubro de 2019. Consultado em 23 de maio de 2020
32. ↑  «Libertação gera revolta». www.cmjornal.pt. Consultado em 23 de maio de 2020
33. ↑  «Tribunal recusa libertação de Dutroux». www.cmjornal.pt. Consultado em 23 de maio de 2020
34. ↑  BBC, Da (18 de fevereiro de 2013). «Justiça da Bélgica decide manter pedófilo Dutroux na prisão». Mundo. Consultado em 24 de maio de 2020
35. ↑  «Pedófilo homicida pede perdão aos pais das vítimas». www.cmjornal.pt. Consultado em 23 de maio de 2020
36. ↑  «Explainer: Paedophile Marc Dutroux and the horror case that united a divided Belgium». Euronews. Consultado em 23 de maio de 2020
37. ↑  «IS fighters should be charged with war crimes, says European agencies». The Brussels Times (em inglês). 23 de maio de 2020. Consultado em 24 de maio de 2020
38. ↑  «La maison de Dutroux à Marcinelle sera démolie en 2021 - Télévision locale de Charleroi et sa région - Thuin - Chimay - Basse Sambre». www.telesambre.be. Consultado em 24 de maio de 2020